# Wendell Rollins
Wendell LeRoy Rollins (* 17. Juni 1917 in Salt Lake City; † 8. Dezember 1990 in Davis County) war ein US-amerikanischer Radrennfahrer.

## Sportliche Laufbahn
Rollins war im Bahnradsport und im Straßenradsport aktiv. 1948 war er Teilnehmer der Olympischen Sommerspiele in London. Das olympische Straßenrennen beendete er beim Sieg von José Beyaert nicht. In der Mannschaftswertung kam das Team mit Ed Lynch, Frank Brilando, Chester Nelsen junior und Wendell Rollins nicht in die Wertung, da kein Fahrer das Ziel erreichte.